# Agassiz, British Columbia
Agassiz är en ort i Kanada.   Den ligger i provinsen British Columbia, i den södra delen av landet, 3 400 km väster om huvudstaden Ottawa. Agassiz ligger 17 meter över havet och antalet invånare är 4 738.
Terrängen runt Agassiz är varierad.Närmaste större samhälle är Chilliwack, 15,2 km sydväst om Agassiz.
I omgivningarna runt Agassiz växer i huvudsak blandskog. Runt Agassiz är det mycket glesbefolkat, med 4 invånare per kvadratkilometer.